# Dea Dia
Dea Dia galt im römischen Reich als Göttin des Wachstums und wurde von den Arvalbrüdern (fratres arvales) verehrt.
Vor allem im 19. Jahrhundert wurde Dea Dia mit Ceres (manchmal auch Tellus, Ops oder Acca Larentia, manchmal sogar Diana und Hebe) gleichgesetzt. Diese Gleichsetzungen werden heute abgelehnt und die Dea Dia als eine Lokalgottheit betrachtet.

## Überlieferung und Forschungsgeschichte
Interessant an Dea Dia ist, dass sie in der antiken römischen Literatur bis auf eine einzige Ausnahme nie erwähnt wird. Nur bei Varro werden öffentliche Opfer der Arvalbrüder erwähnt. Dennoch sind über den Kultus der Dea Dia mehr Einzelheiten als über den anderer Gottheiten bekannt. Diese Informationen stammen aus dem Archiv der Priesterschaft der Arvalbrüder, aufgezeichnet auf Tafeln, die man ab 1570 im Stylobat des Tempels der Dea Dia fand. In den folgenden Jahrhunderten kamen gelegentlich weitere Funde von Bruchstücken dazu, häufig aus dem Bereich des Heiligtums, teils aber auch als Streufunde aus dem römischen Stadtgebiet (Esquilin, Aventin, Vatikan). Durch systematische Ausgrabungen ab den 1970er Jahren durch die École française de Rome unter der Leitung von John Scheid und Henri Broise wurde die Kenntnis des Heiligtums und der dortigen Verehrungspraktiken auf eine sicherere Grundlage gestellt; auch diverse weitere Fragmente von Inschriften der Kultprotokolle kamen dabei zutage.

## Fest
Das dreitägige Fest der Dea Dia war ein zeitlich bewegliches Fest. Es fand meistens im Mai, selten auch Anfang Juni statt. Der Kult reicht bis in die römische Frühzeit zurück und wurde unter Augustus grundlegend reformiert. Ihr Tempel, der lucus, lag außerhalb Roms in einem Wäldchen an der Via Campana am rechtsseitigen Tiberufer zwischen dem fünften und sechsten Meilenstein. Die Verwendung von Eisen war bei den Kulthandlungen verboten. Bei diesen wurden Togen mit Purpursaum getragen.
Der erste Tag des dreitägigen Festes galt der Vorbereitung, erst am zweiten Tag wurden die eigentlichen Kulthandlungen durchgeführt. Der Vorstand der Arvalbrüder opferte, ohne die anderen Mitglieder, zwei Ferkel und eine weiße Kuh. Im Anschluss kam das mit allen Mitgliedern durchgeführte Hauptopfer eines fetten Schafes. Darauf folgten Zeremonien mit Weihrauch- und Weinopfern, das Berühren von geweihten Ähren, das Verteilen von lorbeerbekränztem Brot und das Hinabwerfen von Töpfen aus dem Tempeleingang. Danach folgte ein Tanz zu einem uralten Lied, dem Carmen Arvale, dessen Sinn und Inhalt in der Kaiserzeit längst unverständlich waren. Im Anschluss folgten eine Mahlzeit, Wagen- und Pferderennen im tempeleigenen Circus, die Bewirtung der Mitglieder im Haus des Vorstandes sowie ein Opfermahl beim Vorstand und eine Wunschformel für den Kaiser am dritten Tag.

## Heiligtum
Das Heiligtum der Dea Dia erstreckte sich rund um einen heiligen Hain, der sich südwestlich von Rom zwischen dem fünften und dem sechsten Meilenstein an der Via Campana befand. Es befand sich an einem Hang oberhalb einer Tiberschleife und umfasste mehrere Terrassen. Auf der untersten befanden sich die Aufenthaltsräume und die Thermen der Priester sowie eine Bahn für Wagenrennen, weiter oben folgten Säulenhallen und ein Gebäude für den Kaiserkult und auf der höchsten Terrasse befand sich der Rundtempel, um den sich der heilige Hain erstreckte.